# إد ويستكوت
إد ويستكوت (بالإنجليزية: Ed Westcott) هو مصور أمريكي، ولد في 20 يناير 1922 في تشاتانوغا في الولايات المتحدة، وتوفي في 29 مارس 2019 في أوك ريدج في الولايات المتحدة.